# 山本郡 (熊本県)
- 令制国一覧 > 西海道 > 肥後国 > 山本郡
- 日本 > 九州地方 > 熊本県 > 山本郡

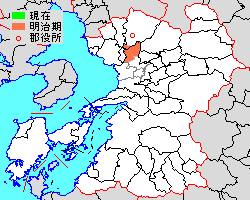
熊本県山本郡の位置

山本郡（やまもとぐん）は、熊本県（肥後国）にあった郡。

## 郡域
1879年（明治12年）に行政区画として発足した当時の郡域は、下記の区域にあたる。
- 熊本市
  - 北区の一部（植木町各町）
- 山鹿市の一部（鹿央町北谷・鹿央町仁王堂・鹿央町霜野・鹿央町梅木谷・鹿央町大浦・鹿央町中浦）

## 歴史

### 近世以降の沿革
- 明治初年時点では全域が肥後熊本藩領であった。「旧高旧領取調帳」に記載されている明治初年時点での村は以下の通り。（1町62村）

正院村、知田村、内村、大清水村、下大清水村、下野村、仁王堂村、北谷村、梅木谷村、大浦村、中浦村、西山村、小畑村、田原村、平原村、鈴麦村、舟底村、那知村、円台寺村、上古関村、小吉松村、前原村、後古閑村、鞍掛村、舞尾村、一木村、岩野村、小野村、古閑村、有泉村、石川村、草場村、小道村、仁連塔村、投刀塚村、萩迫村、鐙田村、木留村、辺田野村、滴水村、下滴水村、平野村、今藤村、色出村、大塚村、二田村、宮原村、芦原村、山城村、平島村、賀村、慈恩寺村、伊知坊村、船島村、平井村、宝田村、賀茂村、横尾村、石野村、吉松村、大井村、味取村、植木町
- 明治4年7月14日（1871年8月29日） - 廃藩置県により熊本県（第1次）の管轄となる。
- 明治5年6月14日（1872年7月19日） - 白川県の管轄となる。
- 明治7年（1874年） - 以下の各村の統合が行われる。（1町53村）

- 富応村 ← 西山村、小畑村
- 豊岡村 ← 田原村、舟底村
- 轟村 ← 小吉松村、前原村
- 広住村 ← 草場村、小道村、仁連塔村

- 米塚村 ← 賀村、慈恩寺村
- 豊田村 ← 賀茂村、横尾村
- 亀甲村 ← 石野村、吉松村
- 宝田村が平井村に合併。

- 明治8年（1875年）（1町51村）
  - 12月10日 - 熊本県（第2次）の管轄となる。
  - 大清水村・下大清水村が合併して清水村となる。
  - 大塚村・二田村が合併して正清村となる。
- 明治9年（1876年）（1町47村）
  - 正院村・知田村が合併して山本村となる。
  - 芦原村・山城村・平島村が合併して田底村となる。
  - 下滴水村が滴水村に合併。

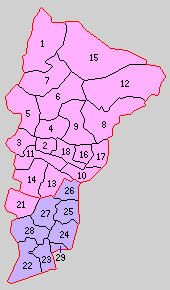
21.山内村 22.菱形村 23.桜井村 24.山東村 25.吉松村 26.田底村 27.山本村 28.田原村 29.植木町（紫：熊本市 桃：山鹿市 1 - 18は山鹿郡）

- 明治12年（1879年）1月20日 - 郡区町村編制法の熊本県での施行により、行政区画としての山本郡が発足。「山鹿山本郡役所」が山鹿郡山鹿町に設置され、同郡とともに管轄。
- 明治22年（1889年）4月1日 - 町村制の施行により、以下の町村が発足。特記以外は現・熊本市。（1町8村）
  - 山内村 ← 梅木谷村、北谷村、仁王堂村、下野村、大浦村、中浦村（現・山鹿市）
  - 菱形村 ← 円台寺村、上古閑村、木留村、辺田野村、那知村、轟村
  - 桜井村 ← 舞尾村、滴水村、平野村、荻迫村、投刀塚村、鐙田村
  - 山東村 ← 有泉村、岩野村、一木村、小野村、石川村、古閑村
  - 吉松村 ← 豊田村、大井村、亀甲村、今藤村、平井村、船島村、伊知坊村
  - 田底村 ← 正清村、田底村、米塚村、宮原村
  - 山本村 ← 清水村、色出村、内村、山本村、味取村
  - 田原村 ← 鞍掛村、後古閑村、富応村、平原村、鈴麦村、豊岡村
  - 植木町 ← 植木町、広住村
- 明治29年（1896年）4月1日 - 郡制の施行のため、「山鹿山本郡役所」の管轄区域をもって鹿本郡が発足。同日山本郡廃止。